# Super Fight League
Super Fight League, nota anche con la sigla SFL, è un'organizzazione indiana di arti marziali miste con sede a Mumbai.
Venne fondata nel 2012 dall'uomo d'affari anglo-indiano Raj Kundra e dall'attore Sanjay Dutt.
L'organizzazione mise subito sotto contratto validi atleti internazionali e promesse locali, e grazie ad un ottimo lavoro di marketing raggiunse accordi con varie trasmittenti televisive del pianeta, tra queste l'italiana Nuvolari dove gli incontri vengono trasmessi con il programma televisivo Super Fight League.
Dal 2014 la promozione affronta un momento di crisi dovuto anche ad una non buona gestione degli atleti sotto contratto, e a partire da marzo di quell'anno non organizzò più eventi su suolo indiano ed iniziò l'espansione del proprio brand all'estero, in particolare negli Stati Uniti con gli eventi marcati SFL America.

## Collaborazioni
Dal 2014 Super Fight League collabora con la promozione statunitense CageSport per organizzare eventi su suolo americano utilizzando il banner Super Fight League: America (spesso abbreviato in SFL America o SFLA) e mettendo in gioco titoli nazionali.
- CageSport

## Paesi ospitanti
La SFL iniziò a guardare oltre al mercato locale indiano nel 2014 grazie all'approdo negli Stati Uniti con la collaborazione di CageSport.
I paesi che finora hanno ospitato eventi SFL sono:
- India
- Stati Uniti (dal 2014)
- Emirati Arabi Uniti (dal 2015)

## Regole
Il regolamento utilizzato è quello unificato della commissione del Nevada, in questo caso applicato dall'associazione nazionale AMMAI.
Generalmente i punteggi attribuiti dai giudici per ogni round sono di 10 a 9 per il vincitore del round; raramente vengono assegnati meno di 9 punti e in genere si tratta di punti dedotti per irregolarità commesse dal lottatore.
SFL utilizza una gabbia a forma circolare realizzata in tela metallica e chiamata 'O'Zone.

### Round
Gli incontri consistono di tre round da 5 minuti, ad eccezione degli incontri per il titolo che sono di 5 round di 5 minuti.
È previsto un minuto di pausa tra ogni round.

### Classi di peso

#### Maschili
- Pesi Mosca: fino ai 57 kg
- Pesi Gallo: fino ai 61 kg
- Pesi Piuma: fino ai 66 kg
- Pesi Leggeri: fino ai 70 kg
- Pesi Welter: fino ai 77 kg
- Pesi Medi: fino agli 84 kg
- Pesi Mediomassimi: fino ai 93 kg
- Pesi Massimi: fino ai 120 kg

#### Femminili
- Pesi Paglia: fino ai 52 kg
- Pesi Mosca: fino ai 57 kg
- Pesi Gallo: fino ai 61 kg
- Pesi Piuma: fino ai 66 kg

## Campioni attuali
| Divisione                         | Limite superiore di peso (in kg) | Campione                     | Dal                          | Difese                       |
| Campionati Mondiali Maschili      | Campionati Mondiali Maschili     | Campionati Mondiali Maschili | Campionati Mondiali Maschili | Campionati Mondiali Maschili |
| --------------------------------- | -------------------------------- | ---------------------------- | ---------------------------- | ---------------------------- |
| Pesi Medi                         | 84                               | Xavier Foupa-Pokam           | 29 marzo 2013                | 0                            |
| Pesi Welter                       | 77                               | Pawan Maan Singh             | 26 ottobre 2013              | 0                            |
| Pesi Leggeri                      | 70                               | Pawan Maan Singh             | 17 agosto 2013               | 0                            |
| Pesi Gallo                        | 61                               | Tom McKenna                  | 10 maggio 2013               | 0                            |
| Campionati Statunitensi Maschili  |                                  |                              |                              |                              |
| Pesi Leggeri                      | 70                               | Julian Erosa                 | 13 dicembre 2014             | 0                            |
| Pesi Gallo                        | 61                               | Victor Henry                 | 5 ottobre 2014               | 0                            |
| Campionati Statunitensi Femminili |                                  |                              |                              |                              |
| Pesi Gallo                        | 61                               | Colleen Schneider            | 5 ottobre 2014               | 0                            |

## Lottatori di rilievo
- Bob Sapp
- Alexander Shlemenko
- Zelg Galešić
- Joanne Calderwood
- Bobby Lashley